# زنبق سفید
زنبق سفید، زنبق لوب‌تیز (نام علمی: Iris acutiloba) نام یک گونه از سرده زنبق است.